# James Pazhayattil
James Pazhayattil (* 26. Juli 1934 in Puthenchira; † 10. Juli 2016 in Thrissur) war ein indischer Geistlicher und syro-malabarischer Bischof von Irinjalakuda.

## Leben
James Pazhayattil empfing am 3. Oktober 1962 die Priesterweihe.
Papst Paul VI. ernannte ihn am 22. Juni 1978 zum ersten Bischof des mit gleichem Datum errichteten Bistums Irinjalakuda. Der Erzbischof von Ernakulam-Angamaly, Joseph Kardinal Parecattil, spendete ihm am 10. September desselben Jahres die Bischofsweihe; Mitkonsekratoren waren Joseph Kundukulam, Bischof von Trichur, und Joseph Irimpen, Bischof von Palghat.
Am 15. Januar 2010 nahm Papst Benedikt XVI. seinen altersbedingten Rücktritt an.